# Liste d'élections en 2002
Chronologie des élections
- 1998
- 1999
- 2000
- 2001
- 2002
- 2003
- 2004
- 2005
- 2006

Cette liste recense les élections organisées durant l'année 2002. Elle inclut les élections législatives et présidentielles nationales dans les États souverains, ainsi que les référendums.

## Commentaires généraux
En Europe occidentale, l'extrême-droite gagne du terrain. En France, l'élection présidentielle d'avril et de mai crée un choc politique avec l'accès au second-tour de l'extrême-droite, qui devance le candidat socialiste. La mobilisation des citoyens dans le cadre du « front républicain » fait barrage à l'extrême-droite au second tour, et aboutit à la réélection du président gaulliste Jacques Chirac avec 82 % des voix. Aux Pays-Bas, le parti de droite populiste Liste Pim Fortuyn entre au nouveau gouvernement de coalition de droite issu des élections législatives en mai, et ce malgré l'assassinat de son dirigeant Pim Fortuyn juste avant le scrutin. La coalition, toutefois, se disloque rapidement. En Autriche, l'extrême-droite recule lors des élections législatives en novembre, mais demeure membre du gouvernement de coalition de droite et d'extrême-droite du chancelier Wolfgang Schüssel.
En Allemagne, la « coalition rouge-verte » des sociaux-démocrates et des écologistes conserve le pouvoir en remportant les élections législatives en septembre. Au Brésil, le candidat de l'opposition de gauche, Luiz Inácio Lula da Silva, remporte l'élection présidentielle en octobre. En Turquie, le nouveau Parti de la justice et du développement (droite islamo-conservatrice, et libérale en matière économique) remporte largement les élections législatives en novembre, qui constituent un tournant dans la vie politique du pays. Au Kenya, les élections législatives et présidentielle en décembre marquent la défaite historique du parti conservateur KANU, au pouvoir depuis l'indépendance du pays en 1963. Porté par une coalition de partis d'opposition, Mwai Kibaki est élu président.
Ailleurs, plusieurs États non-démocratiques organisent en 2002 des semblants d'élections, sans possibilité d'alternance. Le Laos et le Viêt Nam organisent en février et en mai des élections législatives à parti unique, où les communistes sont assurés de conserver le pouvoir. En Irak, Saddam Hussein revendique 100 % de suffrages en sa faveur à l'issue du plébiscite présidentiel truqué en octobre. Dans les régimes dictatoriaux que sont la Gambie (janvier), le Zimbabwe (mars) et la Guinée équatoriale (décembre), les candidatures d'opposition sont officiellement tolérées, mais le gouvernement s'assure (au moyen d'intimidations, de violences ou de fraudes) que l'opposition n'ait aucune possibilité de l'emporter.

## Par mois

### Janvier
| Date       | Pays                | Élections                  | Contexte | Résultats |
| ---------- | ------------------- | -------------------------- | --- | --- |
| 17 janvier | Gambie              | Législatives               | La Gambie à cette date est un régime autoritaire, où un climat d'intimidation pèse sur l'opposition. Plusieurs partis d'opposition boycottent le scrutin.                                                                                   | L'Alliance patriotique pour la réorientation et la construction (droite autoritaire) conserve une large majorité des sièges. |
| 20 janvier | République du Congo | Référendum constitutionnel | Une nouvelle constitution est soumise à l'approbation des citoyens. Elle introduit un régime présidentiel et abolit le poste de premier ministre. L'opposition dénonce une volonté de concentrer les pouvoirs entre les mains du président. | La constitution est approuvée par 87,8 % des votants.                                                                        |
| 27 janvier | Ouzbékistan         | Référendum constitutionnel | Les citoyens sont appelés à approuver des amendements constitutionnels, l'un allongeant à sept ans (au lieu de cinq) la durée du mandat du président de la République, et l'autre établissant un parlement bicaméral.                       | La première réforme est approuvée par 93,7 % des votants, et la seconde par 91,8 %.                                          |

### Février
| Date       | Pays       | Élections                      | Contexte | Résultats |
| ---------- | ---------- | ------------------------------ | --- | --- |
| 3 février  | Costa Rica | Législatives et présidentielle | Tour unique des législatives, et 1er tour de la présidentielle. | Parlement sans majorité. Le Parti unité sociale-chrétienne (conservateur, néolibéral) y conserve une majorité relative nettement amoindrie. Le second tour de l'élection présidentielle a lieu le 17 avril. |
| 24 février | Laos       | Législatives                   | Le Laos est un État à parti unique. Le parti présente davantage de candidats qu'il n'y a de sièges à pourvoir, les citoyens étant invités à les départager. Un unique candidat sans étiquette est également autorisé à concourir. | Le Parti révolutionnaire populaire (marxiste-léniniste) remporte tous les sièges, soit un de plus qu'en 1997. Boungnang Vorachit demeure premier ministre.                                                  |
| 27 février | Bahamas    | Référendum                     | Les citoyens sont invités à se prononcer pour ou contre cinq propositions de réformes, en répondant à chacune séparément. Il s'agit entre autres de retirer de la constitution toute discrimination sexuée, de créer une commission indépendante pour le tracé des circonscriptions électorales, ou encore de retarder l'âge de départ à la retraite des juges. | Les cinq propositions sont rejetées, par entre 62,8 et 70,9 % des votants. |

### Mars
| Date         | Pays                 | Élections                  | Contexte | Résultats |
| ------------ | -------------------- | -------------------------- | --- | --- |
| 3 mars       | Sao Tomé-et-Principe | Législatives               | | Parlement sans majorité. Alternance. Le Mouvement pour la libération de Sao Tomé-et-Principe – Parti social-démocrate (MLSTP-PSD), principal parti d'opposition, remporte une majorité relative des sièges, et devance de justesse la coalition au pouvoir (Mouvement pour les forces de changement démocratique - Parti libéral et Parti de convergence démocratique - Groupe de réflexion). Gabriel Costa (MLSTP-PSD) devient premier ministre. |
| 3 mars       | Suisse               | Référendum                 | Les citoyens sont invités à voter pour ou contre l'entrée de leur pays à l'Organisation des nations unies. | La proposition est approuvée par 54,6 % des votants. Le 11 septembre, la Suisse devient ainsi le 190e État membre de l'organisation. |
| 6 mars       | Irlande              | Référendum constitutionnel | Les citoyens sont invités à voter pour ou contre une proposition d'amendement constitutionnel pour renforcer l'interdiction de l'avortement, en introduisant une peine maximale de douze ans de prison pour toute personne pratiquant un avortement, et en abolissant la possibilité d'avorter pour une femme en état de dépression sévère.                                                          | La proposition est rejetée par 50,4 % des votants. |
| 7 mars       | Tonga                | Législatives               | Seuls neuf des trente membres de l'Assemblée législative sont élus par le peuple, les autres étant élus par et parmi les nobles ou bien nommés par le roi. | Le Mouvement pour les droits de l’homme et la démocratie (réformiste) remporte sept des neuf sièges alloués aux élus du peuple, deux de plus qu'en 1999. Le prince Tukuʻaho demeure néanmoins premier ministre. |
| 10 mars      | Colombie             | Législatives               | | Congrès sans majorité. Le Parti libéral (centre-gauche) perd la majorité absolue des sièges à la Chambre des représentants, mais y conserve la majorité relative, et conserve une majorité relative amoindrie au Sénat. Une élection présidentielle a lieu en mai. |
| 10 mars      | République du Congo  | Présidentielle             | L'ancien président Pascal Lissouba (1992-1997 ; Union panafricaine pour la démocratie sociale), en exil, n'est pas autorisé à se présenter, étant sous le coup d'un mandat d'arrêt pour trahison et corruption. | Denis Sassou-Nguesso (Parti du travail : gauche), arrivé au pouvoir l'occasion de la guerre civile en 1997, remporte l'élection avec 89,4 % des voix face à six autres candidats. Des élections législatives ont lieu en mai et juin. |
| 9 au 11 mars | Zimbabwe             | Présidentielle             | Les observateurs étrangers dénoncent les violences et les intimidations orchestrées par la police et par des partisans armés du gouvernement à l'encontre de toute opposition. Dans de nombreux bureaux de vote, les représentants de l'opposition sont empêchés par la force d'observer le déroulement du scrutin. L'opposition n'a pas non plus un accès équitable aux médias.                     | Le président Robert Mugabe (ZANU-PF : ethno-nationaliste, autoritaire), au pouvoir depuis 1979, est déclaré réélu avec 56,2 % des voix face à quatre autres candidats dont Morgan Tsvangirai (Mouvement pour le changement démocratique : gauche ; 42,0 %). En réponse aux circonstances de la tenue de la campagne électorale et du scrutin, le Commonwealth des nations suspend le Zimbabwe de l'organisation.                                  |
| 2 et 16 mars | Abkhazie             | Présidentielle             | L'Abkhazie est un État de facto indépendant mais non-reconnu par la communauté internationale, qui considère son territoire comme faisant partie de la Géorgie. Les médias soutiennent ouvertement les candidats du gouvernement. Il règne un climat d'intimidation, et la commission électorale n'est pas indépendante du gouvernement. Certains candidats d'opposition se retirent pour protester. | Les candidats favorables au gouvernement remportent tous les sièges. Anri Jergenia demeure premier ministre. |
| 17 mars      | Comores              | Présidentielle             | 1er tour. La présidence devant alterner entre les différentes îles, seuls les candidats issus de Grande Comore peuvent se présenter cette fois-ci. Le premier tour du scrutin n'est ouvert qu'aux électeurs résidant à Grande Comore, le second tour en avril étant ouvert à tous les citoyens du pays.                                                                                              | - |
| 17 mars      | Portugal             | Législatives               | Élections anticipées. Les mauvais résultats des socialistes à des élections locales amènent le premier ministre socialiste António Guterres à démissionner. | Parlement sans majorité. Alternance. Le Parti social-démocrate (centre-droit, libéral-conservateur) obtient la majorité relative des sièges. José Manuel Barroso (PSD) devient premier ministre, formant un gouvernement de coalition avec le CDS – Parti populaire (droite populiste et chrétienne-démocrate). |
| 21 mars      | Niue                 | Législatives               | | Le Parti du peuple (sans idéologie précise), au pouvoir, obtient six sièges sur vingt, les autres revenant à des candidats sans étiquette. Le parti forme un gouvernement avec des députés indépendants ; Young Vivian (PP) devient premier ministre. |
| 31 mars      | Ukraine              | Législatives               | L'OSCE dénonce des actes d'intimidation et des agressions physiques contre des candidats d'opposition et leurs partisans. Un candidat social-démocrate est assassiné. | Parlement sans majorité. L'alliance Pour l'Ukraine unie !, qui rassemble des partis centristes et pro-russes, obtient la majorité relative. Viktor Ianoukovytch (Parti des régions : centriste, pro-russe, membre de l'alliance) devient premier ministre. |

### Avril
| Date          | Pays           | Élections      | Contexte | Résultats |
| ------------- | -------------- | -------------- | --- | --- |
| 14 avril      | Comores        | Présidentielle | 2d tour. Les trois premiers candidats du premier tour sont qualifiés, mais les candidats arrivés deuxième et troisième se retirent. | Seul candidat resté en lice, le président Azali Assoumani (sans étiquette) est réélu automatiquement avec 100 % des voix. Le taux de participation n'est toutefois que de 39,1 % des, et 6,5 % des votants déposent un bulletin blanc ou nul. |
| 14 avril      | Timor oriental | Présidentielle | L'élection prépare l'indépendance du pays. | Xanana Gusmão (sans étiquette), chef du mouvement de lutte pour l'indépendance, est élu avec 82,7 % des voix face à Francisco Xavier do Amaral (Association social-démocrate). Le pays accède à l'indépendance le 20 mai. |
| 17 avril      | Costa Rica     | Présidentielle | 2d tour. La constitution ne permet pas à un président sortant de se représenter. | Le Parti unité sociale-chrétienne (conservateur, néolibéral) conserve la présidence de la République, avec la victoire d'Abel Pacheco. Il remporte 58,0 % des voix face à Rolando Araya Monge (Parti de la libération nationale : centre-droit libéral). |
| 7 et 21 avril | Hongrie        | Législatives   | | Parlement sans majorité. Alternance. L'alliance du Fidesz-Union civique hongroise (droite national-conservatrice) et du Forum démocrate hongrois (centre-droit chrétien-démocrate et populiste) conserve la majorité relative des sièges mais perd le pouvoir. Le Parti socialiste (centre-gauche) forme un gouvernement de coalition avec l'Alliance des démocrates libres (centriste, libérale). Péter Medgyessy (socialiste) devient premier ministre. |
| 21 avril      | France         | Présidentielle | 1er tour. | La défaite inattendue du candidat socialiste Lionel Jospin (16,2 %) et l'arrivée au second tour du parti d'extrême-droite Front national (16,9 %) constitue un choc historique, donnant lieu à l'expression « 21 avril ». |
| 21 avril      | Tchad          | Législatives   | | Le Mouvement patriotique du Salut (centre-gauche) conserve la majorité absolue des sièges. Haroun Kabadi devient premier ministre. |
| 28 avril      | Mali           | Présidentielle | 1er tour | - |
| 30 avril      | Pakistan       | Présidentielle | Le Pakistan à cette date est une dictature militaire. L'élection prend la forme d'un plébiscite, les citoyens étant appelés à approuver le maintien au pouvoir pendant cinq ans du dictateur. L'opposition appelle au boycott du scrutin, le qualifiant d'anticonstitutionnel. La commission des droits de l'homme relève des « irrégularités massives » lors de la tenue du vote. | Le président Pervez Musharraf (socal-libéral) est déclaré réélu avec 98,0 % de suffrages favorables. Des élections législatives ont lieu en octobre. |

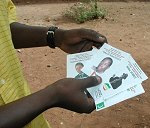
Citoyen malien avec des bulletins de vote de l'élection présidentielle.

### Mai
| Date   | Pays                   | Élections                      | Contexte | Résultats |
| ------ | ---------------------- | ------------------------------ | --- | --- |
| 2 mai  | Bahamas                | Législatives                   | | Alternance. Le Parti libéral progressiste (social-libéral) remporte la majorité absolue des sièges, devançant très nettement le Mouvement national libre (centre-droit) au pouvoir. Perry Christie devient premier ministre. |
| 2 mai  | Vanuatu                | Législatives                   | | L'alliance du Vanua'aku Pati (centre-gauche) et de l'Union des partis modérés (centre-droit, francophone) conserve la majorité absolue des sièges. Edward Natapei (VP) demeure premier ministre. |
| 5 mai  | Burkina Faso           | Législatives                   | | Le parti Congrès pour la démocratie et le progrès (social-démocrate) subit un très net recul, mais conserve de justesse la majorité absolue des sièges. Tertius Zongo (CDP) devient premier ministre. |
| 5 mai  | France                 | Présidentielle                 | 2d tour. La quasi-totalité de la classe politique appelle à la mobilisation pour faire battre le candidat de l'extrême-droite. | Le président Jacques Chirac (Rassemblement pour la République : droite gaulliste) est réélu avec 82,2 % des voix face à Jean-Marie Le Pen (Front national : extrême-droite). Des élections législatives ont lieu en juin. |
| 12 mai | Mali                   | Présidentielle                 | 2d tour. Ayant exercé deux mandats, le président sortant Alpha Oumar Konaré (Adéma-PASJ) ne peut pas se représenter. | Alternance. Amadou Toumani Touré (sans étiquette) est élu avec 65,0 % des voix face à Soumaïla Cissé (Adéma-PASJ : centre-gauche). Des élections législatives ont lieu en juillet. |
| 14 mai | Sierra Leone           | Législatives et présidentielle | Ces élections se déroulent l'issue de la guerre civile, et en présence de la Mission des Nations unies en Sierra Leone. | Le Parti du peuple (centre-gauche), qui disposait d'une majorité relative des sièges, remporte cette fois la majorité absolue. Le président Ahmad Tejan Kabbah (Parti du peuple) est réélu dès le premier tour avec 70,1 % des voix, face à huit autres candidats. |
| 15 mai | Pays-Bas               | Législatives                   | Pim Fortuyn, chef du parti Liste Pim Fortuyn, est assassiné neuf jours avant le scrutin. | Parlement sans majorité. Alternance. Le Parti travailliste (centre-gauche) du premier ministre Wim Kok perd la moitié de ses sièges ; ses alliés libéraux-conservateurs et sociaux-libéraux de la « coalition pourpre » subissent également un recul. L'Appel chrétien-démocrate (CDA ; centre-droit, conservateur) obtient la majorité relative des sièges (moins d'un tiers), et forme un gouvernement de coalition avec la Liste Pim Fortuyn (LPF ; droite populiste à extrême-droite) et le Parti populaire libéral et démocrate (centre-droit libéral-conservateur). Ce gouvernement est instable, et se disloque après tout juste cinq mois, aboutissant à des élections anticipées en 2003. |
| 16 mai | République dominicaine | Législatives                   | | L'alliance de partis menés par le Parti révolutionnaire (centriste) perd de justesse la majorité absolue des sièges à la Chambre des représentants, mais y conserve la majorité relative, et accroît sa majorité absolue au Sénat. |
| 17 mai | Irlande                | Législatives                   | | Parlement sans majorité. Le parti Fianna Fáil (centre-droit) accroît sa majorité relative des sièges, et manque de peu d'obtenir la majorité absolue. Bertie Ahern (Fianna Fáil) demeure premier ministre. |
| 19 mai | Viêt Nam               | Législatives                   | Le Viêt Nam est un État à parti unique. Tous les candidats doivent être approuvés par le Front de la Patrie, organisation qui regroupe les « mouvements de masse » liés au Parti communiste. Il y a davantage de candidats que de sièges à pourvoir ; les citoyens sont invités à les départager. | Le Parti communiste conserve la très large majorité des sièges, les autres revenant à des candidats non-membres du parti mais approuvés par le Front. Phan Văn Khải (PC) demeure premier ministre. |
| 25 mai | Lesotho                | Législatives                   | | Le parti Congrès pour la démocratie (social-démocrate) conserve la majorité absolue des sièges. Pakalitha Mosisili demeure premier ministre. |
| 26 mai | Colombie               | Présidentielle                 | Le Parti conservateur, du président sortant Andrés Pastrana Arango, ne présente pas de candidat et soutient la candidature d'Álvaro Uribe. Íngrid Betancourt, candidate du parti Oxygène vert (gauche écologiste), est enlevée par les guérillas communistes FARC durant la campagne électorale. | Álvaro Uribe (indépendant, ex-libéral soutenu par le mouvement Colombie d'abord et par les conservateurs) est élu avec 54,0 % des voix face à Horacio Serpa (Parti libéral : centre-gauche ; 32,4 %) et à neuf autres candidats. Bien qu'étant captive des FARC, Íngrid Betancourt demeure candidate, et obtient 0,5 % des suffrages. |
| 26 mai | République du Congo    | Législatives                   | 1er tour | - |
| 26 mai | Tunisie                | Référendum constitutionnel     | La Tunisie à cette date est un régime autoritaire, où aucune alternance politique n'est possible. Les citoyens sont appelés à approuver des réformes constitutionnelles abrogeant toute limite au nombre de mandats présidentiels possibles, et reculant à 75 ans (au lieu de 70) l'âge maximal auquel un président de la République peut exercer ses fonctions. Il s'agit également de créer une Chambre des conseillers comme chambre haute du Parlement. | Officiellement, les changements sont approuvés par 99,5 % des votants, avec un taux de participation de 95,6 %. L'opposition dénonce des chiffres peu crédibles. |
| 30 mai | Algérie                | Législatives                   | Vingt-trois personnes sont assassinées par les terroristes du Groupe islamique armé le jour du scrutin. En Kabylie les protestataires parviennent dans une grande mesure à empêcher la tenue des élections. | Le Front de libération nationale (centre-gauche), membre minoritaire de la coalition gouvernementale sortante, remporte cette fois la majorité absolue des sièges. Ali Benflis (FLN) demeure premier ministre. |

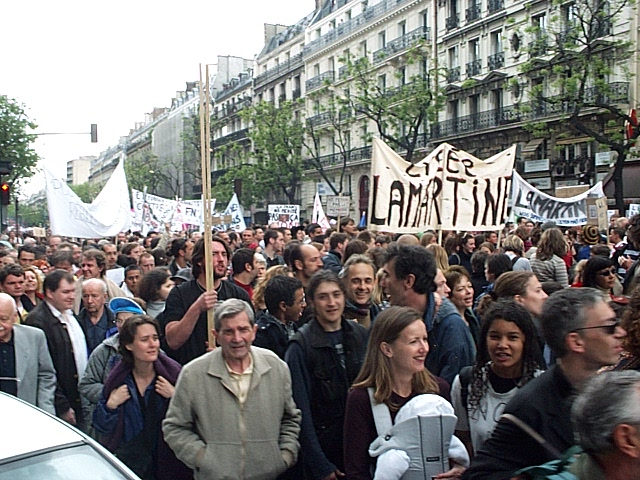
Manifestation du 1er mai 2002 en France contre l'extrême-droite, arrivée au second tour de l'élection présidentielle.

### Juin
| Date          | Pays                      | Élections                      | Contexte | Résultats |
| ------------- | ------------------------- | ------------------------------ | --- | --- |
| 14 et 15 juin | République tchèque        | Législatives                   | | Parlement sans majorité. Le Parti social-démocrate conserve la majorité relative des sièges. Vladimír Špidla devient premier ministre. |
| 9 et 16 juin  | France                    | Législatives                   | Ces élections font suite à l'élection présidentielle en mai. Plusieurs partis de droite et de centre-droit autour du RPR du président Jacques Chirac s'assemblent en une « Union pour un mouvement populaire » (UMP). | Alternance. L'UMP remporte la majorité absolue des sièges. Le Parti socialiste, principal parti de l'Assemblée sortante, perd 45 % de ses sièges. Le Front national (extrême-droite) perd son seul siège. Jean-Pierre Raffarin (UMP) est nommé premier ministre. |
| 20 juin       | République du Congo       | Législatives                   | 2d tour | Le Parti du travail (gauche, parti du président Denis Sassou-Nguesso) et ses alliés des Forces démocratiques unifiées remportent ensemble la majorité absolue des sièges. |
| 15 au 29 juin | Papouasie-Nouvelle-Guinée | Législatives                   | Ces élections sont entachées de violences (au moins vingt-cinq morts dans des affrontements entre partisans de candidats différents) et de multiples dysfonctionnements. Les fonds manquent pour acheminer le matériel et les personnels électoraux vers les zones reculées et difficilement accessibles du pays. Les listes électorales ne sont pas à jour, et des urnes emplies de bulletins sont dérobées par les partisans de certains candidats. | Parlement sans majorité. Alternance. Le Parti de l'alliance nationale (sans idéologie particulière) arrive en tête avec à peine un siège sur six. Sir Michael Somare (PAN) parvient à former un gouvernement. |
| 30 juin       | Bolivie                   | Législatives et présidentielle | Le président Jorge Quiroga (Action démocratique nationaliste : droite conservatrice et néolibérale) ne se représente pas. | Alternance. Congrès sans majorité. L'alliance du Mouvement nationaliste révolutionnaire (centre-droit) et du Mouvement Bolivie libre (centre-gauche) obtient la majorité relative des sièges dans les deux chambres. Le candidat de cette alliance, Gonzalo Sánchez de Lozada, arrive en tête de l'élection présidentielle, mais avec seulement 22,5 % des voix. Il est talonné par Evo Morales (Mouvement vers le socialisme : gauche) et par Manfred Reyes Villa (Nouvelle force républicaine : centre-droit), qui obtiennent chacun 20,9 % des suffrages. Le candidat de l'ADN, pour sa part, n'en recueille que 3,4 %, terminant septième. Aucun candidat n'ayant obtenu la majorité absolue des voix, c'est au Congrès de trancher ; il confirme l'élection de Gonzalo Sánchez. |
| 30 juin       | Cameroun                  | Législatives                   | | Le Rassemblement démocratique du peuple (conservateur), qui domine la vie politique du pays depuis l'indépendance en 1960, conserve la majorité absolue des sièges. Peter Mafany Musonge demeure premier ministre. |
| 30 juin       | Guinée                    | Législatives                   | | Le Parti de l'unité et du progrès conserve la majorité absolue des sièges. Lamine Sidimé demeure premier ministre. |

### Juillet
| Date             | Pays             | Élections    | Contexte                                                              | Résultats |
| ---------------- | ---------------- | ------------ | --------------------------------------------------------------------- | --- |
| 25 juillet       | Tuvalu           | Législatives | Il n'existe pas de partis politiques.                                 | Tous les députés siègent sans étiquette. Le premier ministre sortant Koloa Talake ayant perdu son siège de député, le Parlement élit l'ancien ministre des Finances Saufatu Sopoanga au poste de premier ministre. |
| 27 juillet       | Nouvelle-Zélande | Législatives |                                                                       | Parlement sans majorité. Le Parti travailliste (centre-gauche) conserve la majorité relative des sièges. Helen Clark (travailliste) demeure première ministre, à la tête d'un gouvernement de coalition avec le Parti progressiste (gauche). Leur gouvernement minoritaire est soutenu par le parti Avenir uni (centriste, social-libéral).                                                                                   |
| 14 et 28 juillet | Mali             | Législatives | Ces élections font suite à l'élection présidentielle en avril et mai. | Parlement sans majorité. Alternance. Le parti Adéma-PASJ (centre-gauche), qui disposait de la majorité absolue dans la législature sortante, perd plus de la moitié de ses sièges. L'alliance de partis d'opposition « Espoir 2002 », emmenés notamment par le parti Rassemblement pour le Mali (centre-gauche), remporte la majorité relative des sièges. Ahmed Mohamed ag Hamani (sans étiquette) devient premier ministre. |

### Août
| Date    | Pays                        | Élections                  | Contexte | Résultats |
| ------- | --------------------------- | -------------------------- | --- | --- |
| 11 août | Haut-Karabagh               | Présidentielle             | Le Haut-Karabagh est un État de facto indépendant, mais qui n'est reconnu par aucun autre État, son territoire étant considéré par la communauté internationale comme faisant partie de l'Azerbaïdjan. | Le président Arkadi Ghukasian (sans étiquette) est réélu avec 89,0 % des voix face à trois autres candidats.                                                       |
| 24 août | Azerbaïdjan                 | Référendum constitutionnel | À l'initiative du gouvernement, les citoyens sont appelés à se prononcer sur trente-neuf propositions d'amendement à vingt-trois articles de la constitution, regroupées en huit questions auxquelles les votants doivent répondre séparément. | Les propositions sont toutes approuvées, par entre 96,5 et 97,0 % des votants.                                                                                     |
| 27 août | États fédérés de Micronésie | Référendum                 | Les citoyens sont appelés à se prononcer sur quatorze propositions d'amendements constitutionnels, en répondant à quatorze questions séparément. Il s'agit par exemple d'autoriser la double nationalité, d'autoriser les autorités fédérales à légiférer en matière de normes éducatives pour les écoles primaires et secondaires, ou encore d'introduire l'élection du président fédéral au suffrage universel direct. Pour être adoptée, une proposition doit être approuvée par au moins 75 % des votants. | Douze des quatorze propositions sont approuvées par plus de la moitié des votants, mais aucune n'atteint la majorité des trois quarts ; aucune n'est donc adoptée. |

### Septembre
| Date               | Pays      | Élections    | Contexte | Résultats |
| ------------------ | --------- | ------------ | -------- | --- |
| 15 septembre       | Macédoine | Législatives |          | Parlement sans majorité. Alternance. La coalition « Ensemble pour la Macédoine », qui rassemble dix partis dont des partis de gauche et des partis représentant des communautés ethniques, remporte exactement la moitié des sièges. Branko Crvenkovski (Union sociale-démocrate : centre-gauche, membre de cette coalition) devient premier ministre. |
| 15 septembre       | Suède     | Législatives |          | Parlement sans majorité. Le Parti social-démocrate des travailleurs (centre-gauche) conserve la majorité relative des sièges. Göran Persson (social-démocrate) demeure premier ministre, à la tête d'un gouvernement minoritaire. |
| 20 et 21 septembre | Slovaquie | Législatives |          | Parlement sans majorité. Le Parti populaire - Mouvement pour une Slovaquie démocratique (droite national-conservatrice et populiste) conserve la majorité relative des sièges. C'est néanmoins Mikuláš Dzurinda (Union démocrate et chrétienne slovaque - Parti démocrate : centre-droit chrétien-démocrate et libéral-conservateur) qui demeure premier ministre. Il forme un gouvernement de coalition avec le Parti de la communauté hongroise (centre-droit, représentant la communauté hongroise de Slovaquie), le Mouvement chrétien-démocrate (centre-droit) et l'Alliance du citoyen nouveau (libérale). |
| 22 septembre       | Allemagne | Législatives |          | Le gouvernement de coalition rouge-verte du Parti social-démocrate (SPD) et de Alliance 90 / Les Verts (centre-gauche écologiste) conserve la majorité absolue des sièges, malgré un recul du SPD. Gerhard Schröder (SPD) demeure chancelier. |
| 27 septembre       | Maroc     | Législatives |          | Parlement sans majorité. L'Union socialiste des forces populaires conserve sa majorité relative des sièges. La coalition gouvernementale sortante est plus ou moins maintenue ; le nouveau gouvernement du premier ministre Driss Jettou (sans étiquette) rassemble l'USFP, le Parti de l'Istiqlal (conservateur), le Rassemblement national des indépendants (libéral), le Mouvement populaire (conservateur et libéral) et le Parti du progrès et du socialisme (gauche, ancien Parti communiste). |

### Octobre
| Date             | Pays               | Élections                      | Contexte | Résultats |
| ---------------- | ------------------ | ------------------------------ | --- | --- |
| 5 octobre        | Bosnie-Herzégovine | Législatives et présidentielle | Le pays est doté d'une présidence tripartite. Chaque communauté ethnique élit l'un des trois présidents de la fédération. | Parlement sans majorité. Le Parti d'action démocratique (centre-droit, bosniaque, musulman-démocrate) obtient la majorité relative avec un peu moins d'un quart des sièges. Sulejman Tihić (PDA) est élu président pour les bosniaques, Dragan Čović (Union démocratique croate de Bosnie et Herzégovine : droite) pour les croates, et Mirko Šarović (Parti démocratique serbe : droite) pour les serbes. |
| 5 octobre        | Lettonie           | Législatives                   | | Parlement sans majorité. Alternance. Nouvellement formé, le parti Nouvelle Ère (centre-droit, libéral-conservateur) remporte la majorité relative avec un quart des sièges, juste devant le parti Pour les droits de l'homme dans une Lettonie unie (gauche, représentant principalement la minorité russe du pays). Einars Repše (Nouvelle Ère) devient premier ministre, formant un gouvernement de coalition avec trois autres partis de droite et du centre, dont le Parti vert (droite écologiste). En 2004, le parti Premier Parti de Lettonie (droite) se retire du gouvernement et provoque ainsi sa chute. Indulis Emsis (Parti vert) devient premier ministre, et le premier écologiste à être chef d'un gouvernement national. Il forme un gouvernement associant quatre partis de droite, dont le PPL mais pas Nouvelle Ère. |
| 7 octobre        | Trinité-et-Tobago  | Législatives                   | Élections anticipées, celles de 2001 ayant produit un parlement sans majorité ne permettant pas la formation d'un gouvernement stable. | Le Mouvement national du peuple (centre-gauche), au pouvoir, remporte la majorité absolue des sièges. Patrick Manning demeure premier ministre. |
| 10 octobre       | Pakistan           | Législatives                   | Ces élections marquent un retour à la démocratie et la fin du régime militaire issu du coup d'État de 1999. | Parlement sans majorité. Le nouveau parti Ligue musulmane du Pakistan (Q) (centre-droit, libéral, progressiste), qui soutient le président Pervez Musharraf, obtient une majorité relative des sièges. Zafarullah Khan Jamali (LMP(Q)) devient premier ministre, formant un gouvernement de coalition avec le Mouvement national uni (laïc, libéral) et le Conseil d'action unifié (extrême-droite islamiste ultra-conservatrice). |
| 16 octobre       | Irak               | Présidentielle                 | L'Iraq à cette date est une dictature à parti unique. L'élection prend la forme d'un plébiscite, les électeurs étant appelés à approuver le maintien au pouvoir du président, candidat unique. | Saddam Hussein (parti Baas : baasiste) est réélu avec officiellement 100 % des voix ; les autorités annoncent que pas un seul électeur n'a voté contre sa réélection. Le taux de participation affiché est également de 100 %. |
| 16 octobre       | Jamaïque           | Législatives                   | | Le Parti national du peuple (centre-gauche) recule mais conserve la majorité absolue des sièges. P.J. Patterson demeure premier ministre. |
| 19 octobre       | Irlande            | Référendum                     | Les Irlandais ayant voté contre la ratification du traité de Nice en 2001, il leur est demandé de voter une seconde fois sur cette même question. | La proposition est, cette fois, adoptée par 62,9 % des votants. |
| 20 octobre       | Équateur           | Législatives et présidentielle | Tour unique des législatives, et 1er tour de la présidentielle. L'Union démocrate-chrétienne (centre-droit), parti du président sortant Gustavo Noboa, ne présente pas de candidat à la présidentielle. | Congrès sans majorité. Le Parti social-chrétien (droite) est en tête avec un quart des sièges. |
| 24 octobre       | Bahreïn            | Législatives                   | Premières élections nationales depuis 1973, elles marquent une transition vers une forme de monarchie constitutionnelle avec des éléments démocratiques. Le principal parti de la gauche laïque ainsi que deux des principaux partis islamistes et les baasistes boycottent néanmoins le scrutin, protestant contre les pouvoirs importants accordés à la chambre haute nommée par l'émir. Les femmes peuvent voter et se porter candidates pour la première fois. | Parlement sans majorité. Les islamistes remportent près de la moitié des sièges à la chambre basse (élue), mais n'obtiennent aucun représentant à la chambre haute (nommée). Le cheikh Khalifa ben Salmane Al Khalifa conserve le poste de premier ministre, qu'il occupe depuis l'indépendance du pays en 1971. |
| 25 et 26 octobre | République tchèque | Sénatoriales                   | 1er tour | - |
| 6 et 27 octobre  | Brésil             | Législatives et présidentielle | Le président Fernando Henrique Cardoso (Parti de la social-démocratie brésilienne : centriste, social-libéral) ne peut pas se représenter, ayant servi deux mandats consécutifs. | Alternance. Congrès sans majorité. Le Parti des travailleurs (gauche) remporte la majorité relative à la Chambre des députés, avec toutefois moins d'un cinquième des sièges. Le Parti du front libéral (droite) et le Parti du mouvement démocratique (centre-droit) sont conjointement en tête au Sénat, avec chacun un peu moins d'un quart des sièges. Luiz Inácio Lula da Silva (Parti des travailleurs ; soutenu également par deux partis communistes, un parti conservateur, un centriste et un écologiste) est élu président de la République avec 61,3 % des voix au second tour face à José Serra (PSDB ; soutenu également par le Mouvement démocratique et deux autres partis de droite ou de centre-droit). |
| 27 octobre       | Togo               | Législatives                   | | Le parti Rassemblement du peuple conserve une large majorité des sièges. Koffi Sama demeure premier ministre. |

### Novembre
| Date              | Pays               | Élections      | Contexte | Résultats |
| ----------------- | ------------------ | -------------- | --- | --- |
| 1er et 2 novembre | République tchèque | Sénatoriales   | 2d tour. Le Sénat est élu au suffrage universel.                                                                                                   | Sénat sans majorité. Le Parti démocratique civique (droite) conserve la majorité relative des sièges. |
| 3 novembre        | Turquie            | Législatives   | Élections anticipées, dues à la dislocation du gouvernement de coalition. Le pays est en crise économique.                                         | Alternance. Le nouveau Parti de la justice et du développement (AKP ; droite islamo-conservatrice, libéral en économie) remporte une large majorité de près des deux-tiers des sièges. Le Parti républicain du peuple (centre-gauche kémaliste, laïc), qui n'avait obtenu aucun siège aux élections de 1999, effectue un retour significatif, remportant le tiers des sièges restants. Les cinq autres partis qui avaient obtenu des sièges en 1999 les perdent tous. Ces élections constituent ainsi une rupture politique majeure. Recep Tayyip Erdoğan, chef de l'AKP, ne peut pas siéger au Parlement ni au gouvernement, étant sous le coup d'une peine d'inéligibilité pour incitation publique à la haine raciale. C'est donc Abdullah Gül (AKP) qui devient premier ministre. |
| 5 novembre        | États-Unis         | Législatives   | | Le Parti républicain (droite conservatrice et néolibérale) conserve la majorité absolue des sièges à la Chambre des représentants, et l'obtient au Sénat. |
| 7 novembre        | Gibraltar          | Référendum     | La proposition d'un partage de souveraineté entre le Royaume-Uni et l'Espagne sur ce territoire britannique d'outre-mer est soumis à ses citoyens. | La proposition est rejetée par 98,5 % des votants, avec un taux de participation de 87,9 %. Le Royaume-Uni renonce à son intention de céder à l'Espagne une part de souveraineté sur le territoire. |
| 10 novembre       | Slovénie           | Présidentielle | 1er tour | - |
| 24 novembre       | Autriche           | Législatives   | Élections anticipées en raison de divisions internes au parti FPÖ, ayant entraîné la démission de la vice-chancelière et du ministre des Finances. | Parlement sans majorité. Le Parti populaire (ÖVP, conservateur) remporte la majorité relative des sièges. La coalition gouvernementale de l'ÖVP et du Parti de la liberté (FPÖ, extrême-droite) est reconduite, bien que le FPÖ ait perdu près des deux-tiers de ses sièges. Wolfgang Schüssel (ÖVP) demeure chancelier. |
| 24 novembre       | Équateur           | Présidentielle | 2d tour | Alternance. Lucio Gutiérrez (Parti société patriotique 21 janvier : centriste, populiste), soutenu par le mouvement Pachakutik (indigéniste et socialiste), est élu avec 54,8 % des voix face au très riche homme d'affaires Álvaro Noboa (Parti rénovateur institutionnel de l'action nationale : droite populiste). |
| 29 novembre       | Kiribati           | Législatives   | 1er tour | - |

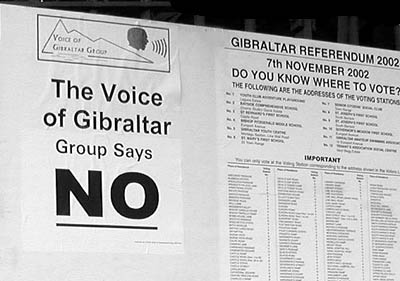
Affiche de campagne lors du référendum à Gibraltar.

### Décembre
| Date         | Pays               | Élections                      | Contexte | Résultats |
| ------------ | ------------------ | ------------------------------ | --- | --- |
| 1er décembre | Slovénie           | Présidentielle                 | 2d tour. Ayant servi deux mandats, le président Milan Kučan (sans étiquette) ne peut pas se représenter. Le rôle du président de la République est essentiellement cérémoniel. | Janez Drnovšek (parti Démocratie libérale slovène : social-libéral) est élu avec 56,6 % des voix face à l'ancienne ministre de la Justice Barbara Brezigar (sans étiquette, libéral-conservatrice). |
| 6 décembre   | Seychelles         | Législatives                   | | Le Front progressiste du peuple (centre-gauche) conserve la majorité absolue des sièges. |
| 8 décembre   | Kiribati           | Législatives                   | 2d tour. | Parlement sans majorité. Alternance. Le nouveau parti Piliers de la vérité obtient la majorité relative des sièges ; avec le renfort d'élus sans étiquette qui le rejoignent après l'élection, il atteint exactement la moitié des sièges. Une élection présidentielle a lieu en février 2003. |
| 15 décembre  | Guinée équatoriale | Présidentielle                 | La Guinée équatoriale est un régime autoritaire, où un climat d'intimidation pèse sur l'opposition. Les quatre candidats d'opposition se retirent à la dernière minute, affirmant avoir constaté des préparatifs pour une fraude électorale à grande échelle. Leurs noms demeurent toutefois sur les bulletins. | Seul candidat de facto en lice, le président Teodoro Obiang (Parti démocratique : autoritaire, sans idéologie autre que le soutien au président) est réélu avec 97,1 % des voix. |
| 15 décembre  | Madagascar         | Législatives                   | | Alternance. Le parti J'aime Madagascar, constitué pour soutenir le nouveau président Marc Ravalomanana, remporte la majorité absolue des sièges. L'Association pour la renaissance de Madagascar (socialiste), principal parti de la législature sortante, perd presque tous ses sièges. |
| 19 décembre  | Corée du Sud       | Présidentielle                 | Le président Kim Dae-jung (Parti démocrate du millénaire) ne se représente pas. | Roh Moo-hyun (Parti démocrate du millénaire : libéral) est élu avec 48,9 % des voix face à cinq autres candidats dont Lee Hoi-chang (Grand parti national : droite néo-libérale ; 46,6 %). |
| 22 décembre  | Lituanie           | Présidentielle                 | 1er tour | - |
| 27 décembre  | Kenya              | Législatives et présidentielle | Le président Daniel arap Moi (KANU), à la tête de l'État depuis 1978, ne se représente pas. | Alternance. Le parti Union nationale africaine kényane (KANU ; conservateur), au pouvoir depuis l'indépendance du pays en 1963, est largement battu aux législatives par la Coalition nationale de l'arc-en-ciel, alliance de partis d'opposition libéraux, sociaux-démocrates et conservateurs. La Coalition remporte la majorité absolue des sièges. Mwai Kibaki (Coalition) est élu président de la République avec 61,3 % des voix face à quatre autres candidats, dont Uhuru Kenyatta (KANU ; 30,2 %). |